# Францисканер
Францисканер (на немски: Franziskaner) е марка немска вайс бира, която се произвежда от баварската пивоварна „Шпатен-Францисканер Брау“ (Spaten-Franziskaner-Bräu GmbH) в гр. Мюнхен, Германия, която от своя страна от 2004 г. е част от по-голямата пивоварна група „Anheuser-Busch InBev“.

## История
Първите сведения за бирата „Францисканер“ са от 1363 г., когато се споменава името на пивоваря Зайдъл Ватерщетер като собственик на пивоварна, намираща се на улицата, на която е разположен и францисканския манастир в Мюнхен. Поради тази близост с францисканския манастир и пивоварната, и бирата получават името „Францисканер“.
През 1841 г. пивоварната е придобита от Августин Диегелмайер, зет на прочутия пивовар Габриел Зиделмайер, който е собственик от 1807 г. на мюнхенската пивоварната „Шпатен брау“. През 1858 г. съсобственик във „Францисканер брау“ става Йозеф Зиделмайер, син на Габриел Зиделмайер, а през 1861 г. пивоварната преминава изцяло в негова собственост, след като той изкупува дела на Августин Диегелмайер.
През 1872 г. пивоварната участва на Октоберфест с кехлибарената си бира „'Ur-Märzen“, така се ражда новият стил мартенска бира. През 1909 г. Габриел Зиделмайер III, син на Йозеф Зиделмайер, трансформира пивоварната в собственост на семейната компания „Joseph Sedlmayr Zum Franziskanerkeller (Leistbräu) AG“. През 1922 г. компанията се обединява със „Spaten bräu“, която също е собственост на фамилията Зиделмайер, като обединената компания получава името „Gabriel und Joseph Sedlmayr Spaten-Franziskaner-Leistbräu AG“.
През 1935 г. мюнхенският художник Мюнхен Лудвиг Холвайн създава търговското лого и знак на бирата „Францисканер“ – изображение на монах-францисканец с халба вайс бира, които все още се използват и днес.
Днес „Францисканер“ се произвежда и бутилира в един от най-модерните пивоварни заводи в света.
В началото на новото хилядолетие марката е един от пазарните лидери в стила „вайс бира“ и трета марка вайс по продажби в световен мащаб. През 2002/2003 година пивоварната увеличава обема на продажбите си и надхвърля за пръв път 1 млн. хектолитра годишно.
Любител на бирата „Францисканер“ е и римският папа Бенедикт XVI.

## Търговски асортимент
„Franziskaner“ се произвежда в следните разновидности:
- Franziskaner Hefe-Weissbier Naturtrüb – светлозлатиста нефилтрирана вайс бира с аромат на мед, банани и цитрусови плодове, със свеж, пикантен и плодов вкус, с леко сладък финал, с алкохолно съдържание 5 об%.
- Franziskaner Hefe-Weissbier Dunkel – тъмнокехлибарена нефилтрирана дункелвайс бира с аромат на малц, с нотки на пресен хляб, ядки и карамел, с алкохолно съдържание 5 об%.
- Franziskaner Weissbier Kristallklar – светлозлатиста искряща, филтрирана кристал вайс бира, без мая, с тръпчив, свеж аромат, плодов вкус и лека горчивина, с алкохолно съдържание 5 об%.
- Franziskaner Hefe-Weissbier Leicht – светлозлатиста нефилтрирана вайс бира с тръпчив плодов вкус и аромат, с нотки на цитрусови плодове, с алкохолно съдържание 2,9 об%.
- Franziskaner Alkoholfrei – светлозлатиста безалкохолна вайс бира със сладък вкус и аромат с нотки на пресен хляб, с алкохолно съдържание до 0,5 об%.
- Franziskaner Royal Jahrgangsweissbier – светла нефилтрирана вайс бира с плодови аромати на банан и цитрусови плодове, с алкохолно съдържание 5 об%.